# Volkshaus Meiningen

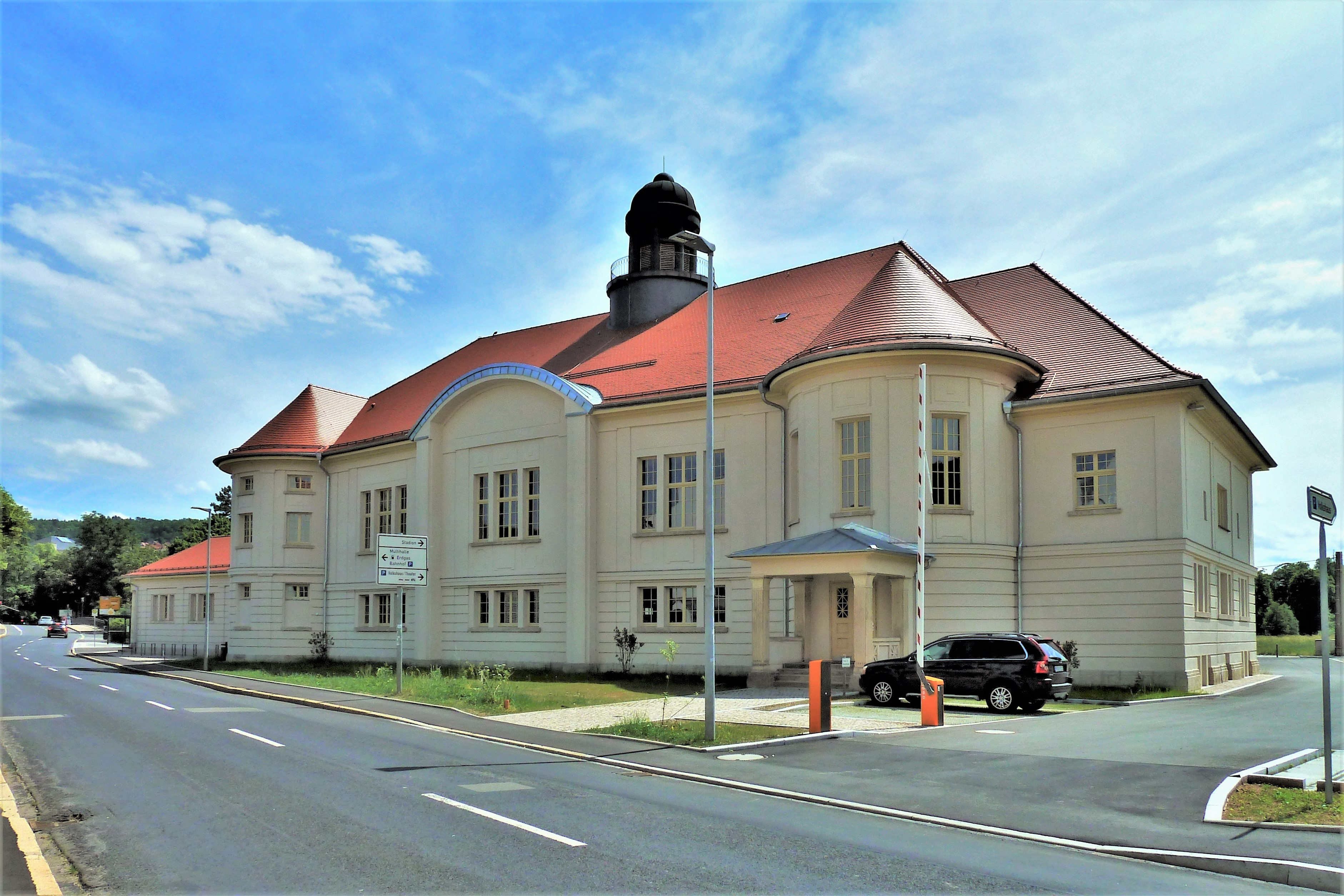
Großer Volkshaussaal 2019

Das Volkshaus in Meiningen ist ein klassizistisches Gebäudeensemble in der südthüringischen Kreisstadt Meiningen. Es wurde als „Schützenhaus“ für die Meininger Schützengesellschaft als Vereinsdomizil errichtet, diente später vielfältigen Nutzungen und bildet heute als Veranstaltungsstätte einen Mittelpunkt im gesellschaftlichen Leben der Stadt.

## Lage
Das denkmalgeschützte Volkshausensemble liegt im Norden des Stadtzentrums unweit vom Schlosspark an der Landsberger Straße und dem Volkshausplatz. Nach ihm ist die Volkshausbrücke über die naheliegende Werra benannt. In der Nähe befinden sich die ehemalige Bank für Thüringen und das Staatstheater Meiningen.

## Bauwerke

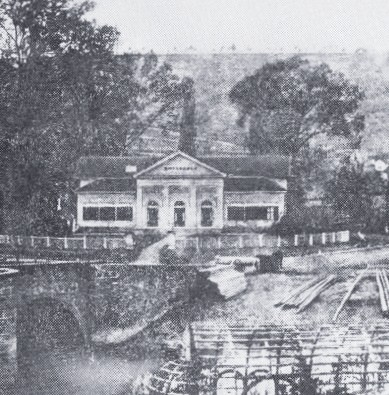
Das Schützenhaus, um 1860

Das Volkshausensemble besteht aus zwei Bauwerken, dem 1831 erbauten Hauptgebäude und dem 1913 errichteten großen Festsaalgebäude. Bis 1947 trugen die Gebäude die Namen „Schützenhaus“ und „Großer Schützenhaussaal“. Ein 1997 gestellter Antrag zum Abriss des Ensembles wurde von der Denkmalschutzbehörde abgelehnt.

### Volkshaus (Schützenhaus)

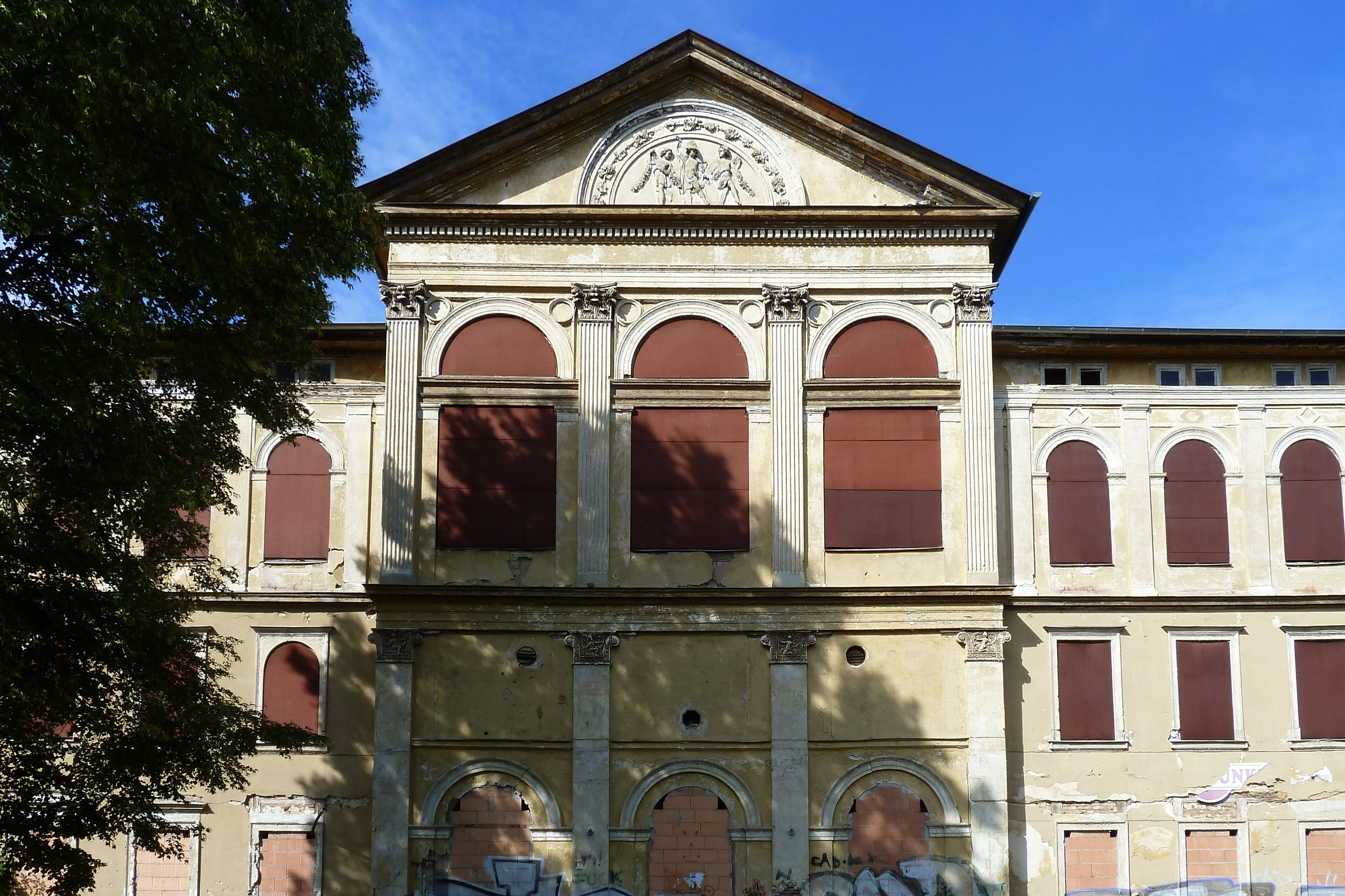
Klassizistische Fassade vom Volkshaus vor einer Sanierung

Das Schützenhaus wurde 1831 als Domizil der Meininger Schützengesellschaft errichtet und 1835 sowie 1863 umgebaut und erweitert. Das Gebäude ist ein Dreigeschosser im Stil des Klassizismus mit Mittelrisalit, korinthischen Pilastern und vier Dreiecksgiebeln. Es besitzt einen zwei Geschosse einnehmenden Saal im Erdgeschoss und einen großen Festsaal im zweiten Obergeschoss. 1947 in „Volkshaus“ umbenannt diente es seit seiner Erbauung vielfältigen Nutzungen. Seit 1996 steht das Volkshaus notgesichert leer.

### Volkshaussaal (Schützenhaussaal)
Der 1912/1913 errichtete Große Schützenhaussaal wurde von Architekt Karl Behlert entworfen. Mit vorgesetzter 9 Meter breiter Wandelhalle bot der 25 Meter lange und 20 Meter breite Saal mit Empore und Rang 1400 Personen Platz. Ab 1991 stand der Saal leer. Im November 2016 begann die Sanierung und der Volkshaussaal wurde am 2. Oktober 2018 wieder einer gesellschaftlichen Nutzung zugeführt. Das modernisierte Haus bietet nun eine in der Höhe flexible verstellbare Bühne mit modernster Bühnentechnik, 460 variable Sitzplätze oder 920 Stehplätze im Parkett und rund 200 feste Sitzplätze auf dem dreiseitigen Rang. Des Weiteren existiert neben der auch für Veranstaltungen nutzbare Wandelhalle eine Lounge mit Bar im Obergeschoss.

## Geschichte

### Volkshaus (Schützenhaus)
Das Schützenhaus wurde 1831 als eingeschossiges klassizistisches Bauwerk mit Garten vom Architekten Georg Philipp Buttmann für die Meininger Schützengesellschaft errichtet. Die Meininger Schützengesellschaft entstand 1795 durch die Vereinigung der bis dahin bestehenden bürgerlichen und der herrschaftlichen Schützengesellschaft und zählte in der modernen Zeit zu den ältesten in Deutschland. Sie bot neben dem Schießsport, dem Schützenfest und dem Vogelschießen den Bürgern der Residenzstadt Geselligkeiten und kulturelle Angebote aller Art und bildete so den gesellschaftlichen und bürgerlichen Mittelpunkt der Stadt.
Wegen der stetig wachsenden Stadtbevölkerung ließ Hofbaumeister August Wilhelm Döbner das Schützenhaus bereits 1835 vergrößern und der bekannte Meininger Architekt Otto Hoppe 1863 in ein bis heute bestehenden klassizistisches Bauwerk umbauen. In den beiden Weltkriegen diente das Schützenhaus als Reserve-Lazarett und 1944/45 ebenso wie der Saal als Stammlager IX C(b) bezeichnetes Lazarett für westalliierte Kriegsgefangene. Nach Kriegsende war es im Mai 1945 kurzzeitig ein Displaced Persons-Camp für ehemalige polnische Zwangsarbeiter und KZ-Häftlinge. Ab September 1945 diente das Schützenhaus als Durchgangslager für Vertriebene aus den ehemaligen deutschen Ostgebieten. Die Sowjetische Militäradministration beschlagnahmte im Oktober 1945 den Gebäudekomplex, verbot die Meininger Schützengesellschaft und übergab am 1. Januar 1947 das Schützenhausensemble an die SED.
Am 1. Mai 1947 erfolgte die Umbenennung in Volkshaus. Nach Aufhebung der Beschlagnahme 1951 wurde die Meininger Schützengesellschaft endgültig enteignet und das Volkshaus kam als Eigentum des Volkes in die Rechtsträgerschaft der Stadt. Am Südflügel baute man in den späten 1950er Jahren einen dreigeschossigen Erweiterungsbau mit Wohnungen an, den man in den 1990er Jahren wieder abriss. von 1959 bis 1979 befand sich im Volkshaus die regionale Sprachheilschule, die dann in einen Neubau umzog. Der obere Festsaal erfüllte hierbei die Funktion als Turnhalle und Aula, der Saal im Erdgeschoss dagegen diente weiter als gastronomische Einrichtung mit Tanzveranstaltungen. Hier etablierte man ab Mitte der 1970er Jahre die Kult-Diskothek „Diele“, die bis 1996 bestand. Seitdem steht das Gebäude leer.

### Großer Volkshaussaal (Großer Schützenhaussaal)

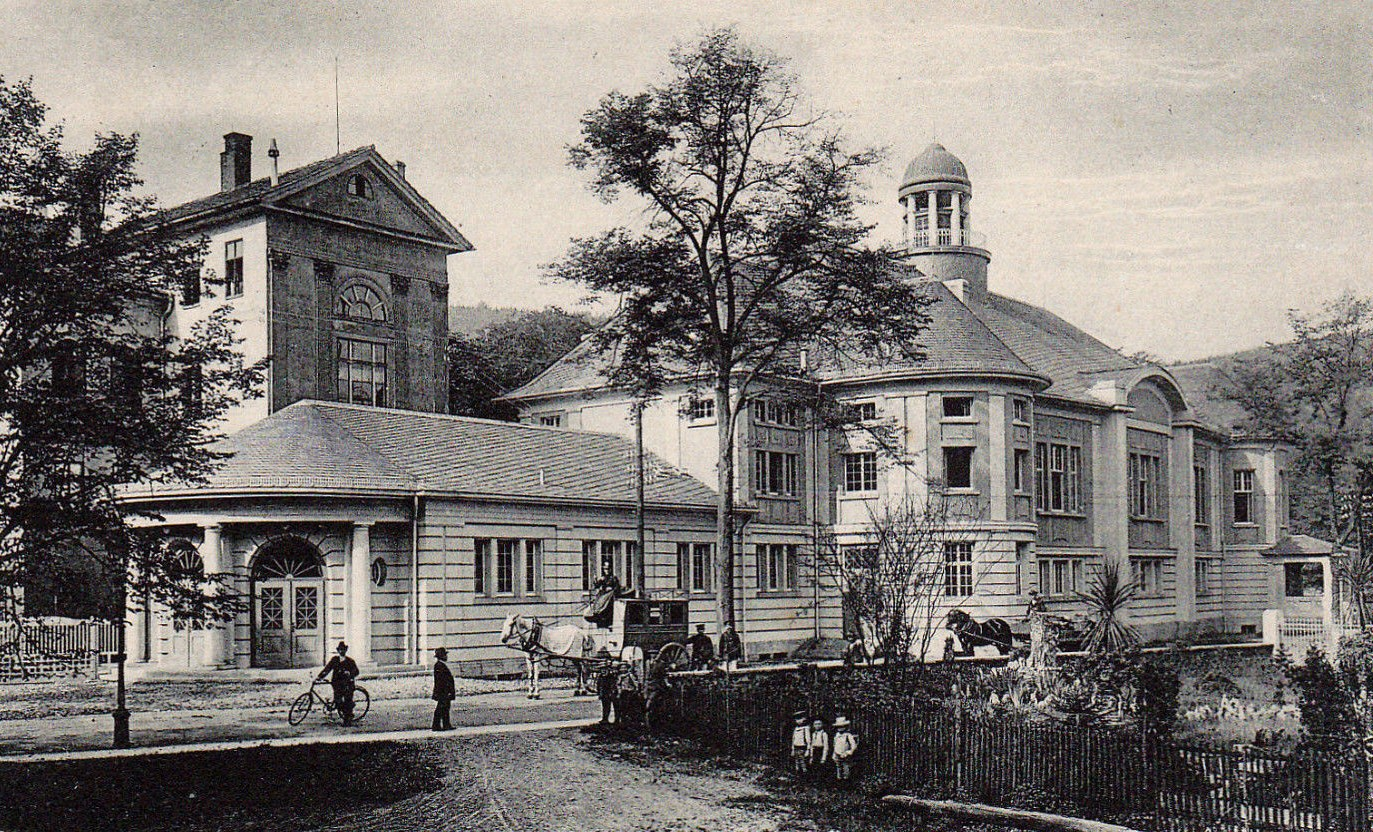
Schützenhaussaal (Volkshaussaal), 1913

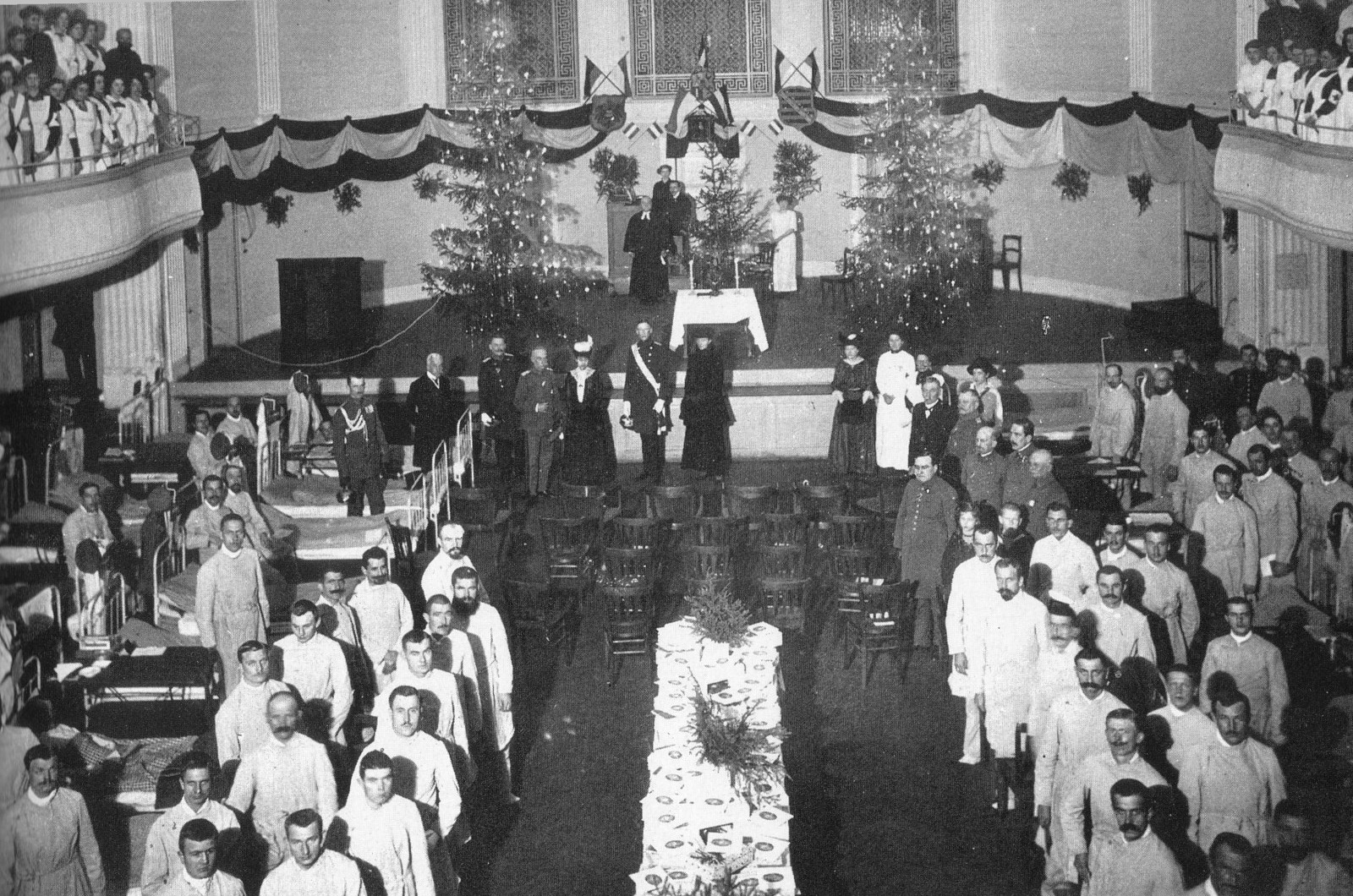
Das Lazarett im Schützenhaussaal, Weihnachten 1914

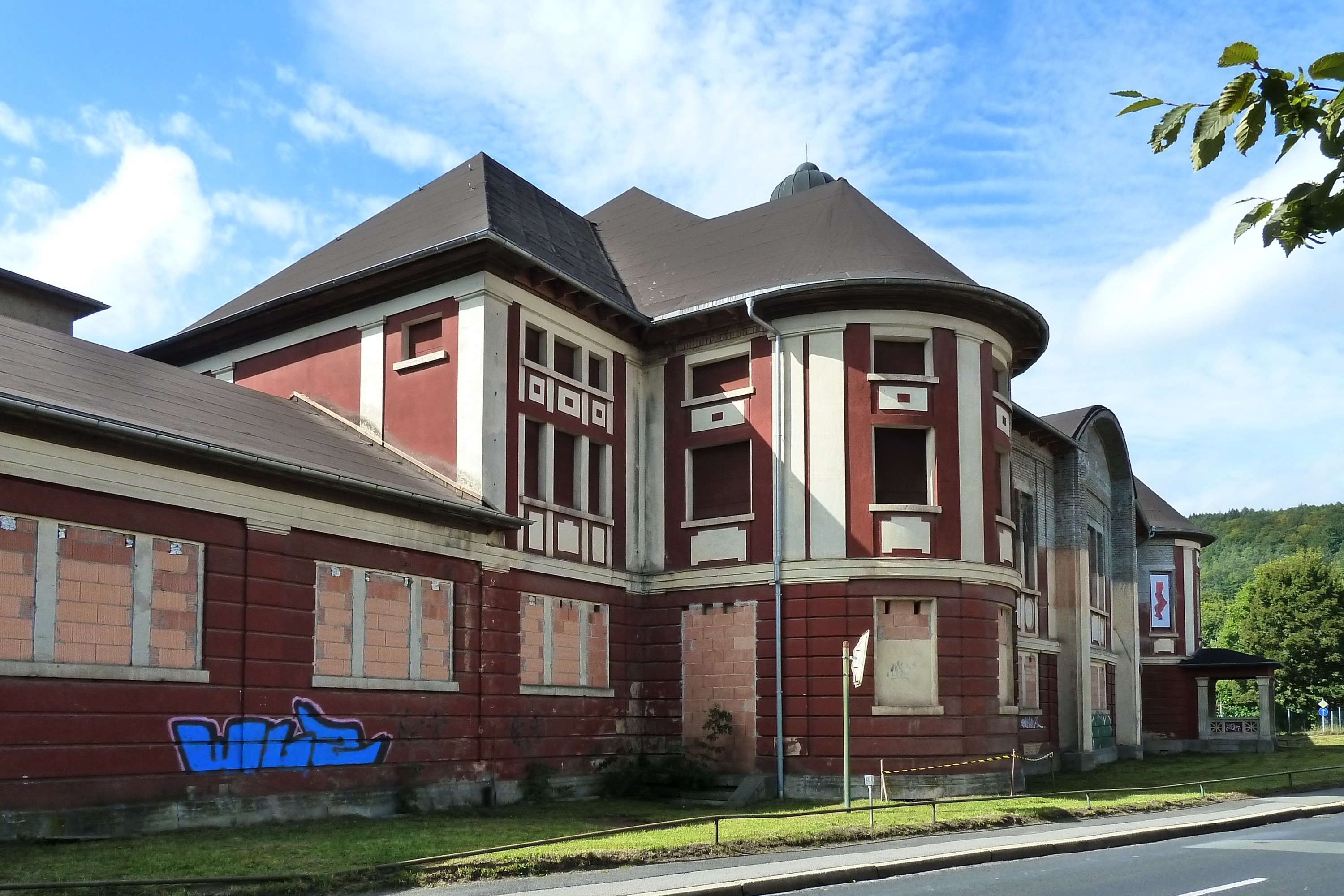
Volkshaussaal vor der Sanierung …

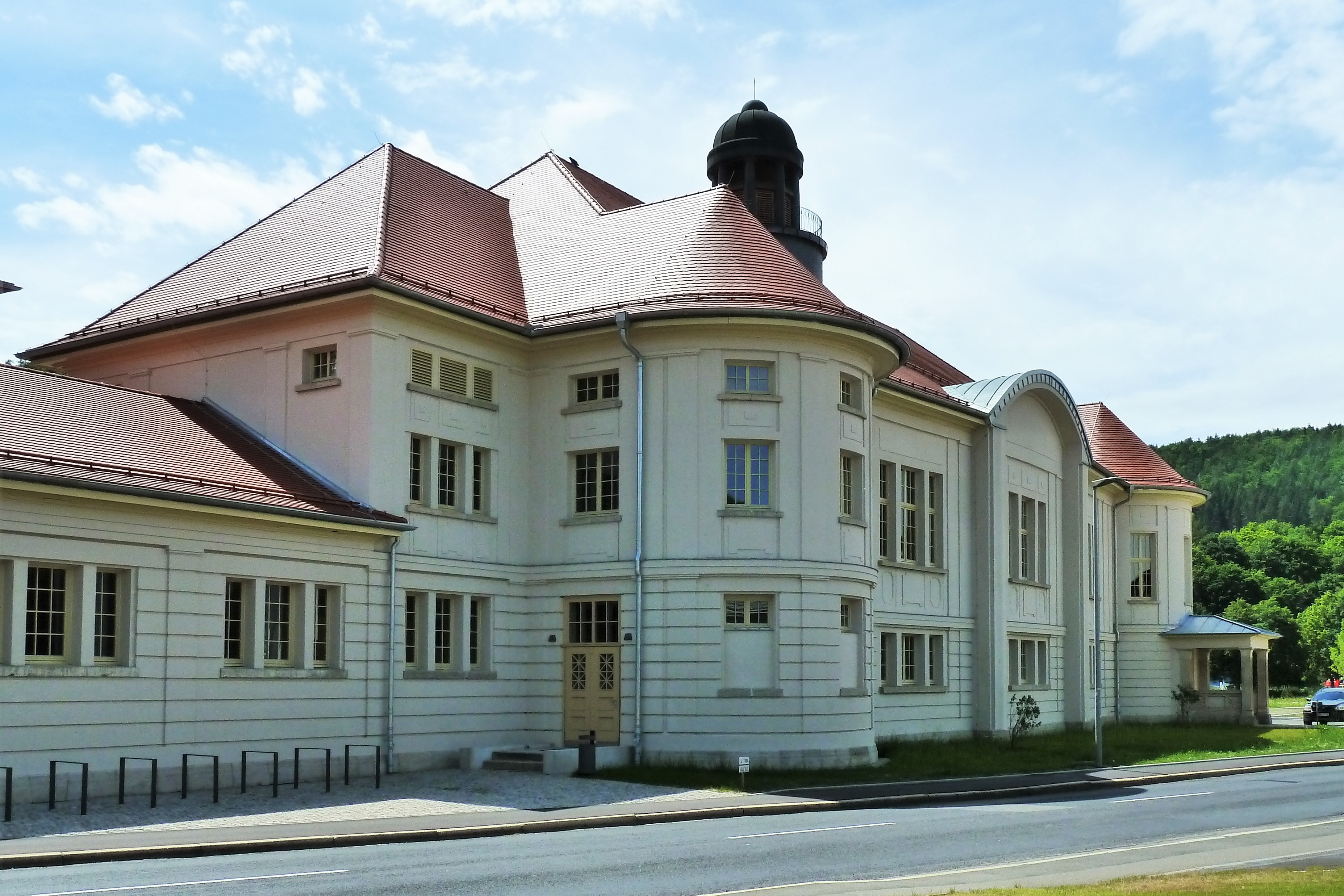
… und nach der Sanierung 2019

Ab 1910 plante man den Bau eines neuen Saalgebäudes, da die Säle im Schützenhaus den vielfältigen Anforderungen der wachsenden Residenzstadt nicht mehr gewachsen waren. Konzipiert wurde ein Konzert- und Festsaal, der gemeinnützigen Zwecken dienen soll. Beim folgenden Architekturwettbewerb erhielt das Projekt von Hofbaurat und Architekten Karl Behlert den Zuschlag. Behlert ließ bald darauf 1912/1913 den „Großen Schützenhaussaal“ errichten, der am 28. Juli 1913 der Schützengesellschaft feierlich übergeben wurde. Die offizielle Eröffnung des 203.000 Mark (kaufkraftbereinigt in heutiger Währung: rund 1.335.000 Euro) teuren Bauwerks fand am 19. April 1914 statt. Neben einem Eigenanteil von 80.000 Mark von der Schützengesellschaft trugen Freunde der Schützengesellschaft durch Zeichnung von Anteilscheinen (28.000 Mark), die Stadt Meiningen (60.000 Mark), die Bankiersfamilie Strupp (15.000 Mark) und der Herzog Georg II. (20.000 Mark) zu den Baukosten bei.
Die Orgel von G. F. Steinmeyer & Co. mit 2965 Pfeifen und 42 Registern wurde nach den Vorgaben von Max Reger gebaut und am 20. Februar 1914 von ihm selbst in Betrieb genommen. Die Kosten von 25.000 Mark hierzu trug Herzog Georg II. aus seinem Privatvermögen. Eingeweiht wurde die Orgel offiziell am 19. April 1914 von Karl Straube. Auf ihr spielte Max Reger auch anlässlich der Trauerfeier zum Tode von Georg II. Die Schützengesellschaft verkaufte die Orgel 1937 an die Weihnachtskirche in Berlin-Haselhorst. Im Ersten Weltkrieg wurde der Saal als „Königliches Reservelazarett“, im Zweiten Weltkrieg zunächst als Reservelazarett und ab 1944 als Lazarett für westalliierte Kriegsgefangene (Stammlager IX C(b)) genutzt.
Im Jahr 1947 nannte man den Schützenhaussaal in Großer Volkshaussaal um. Ab Mai desselben Jahres fanden im großen Saal unter anderem politische Großveranstaltungen, Kreis- und Bezirkstage, Boxwettkämpfe, Bälle, Firmenfeiern, Tanzveranstaltungen aller Art und Rockkonzerte statt. Als einer der damals größten Veranstaltungsorte der Region traten hier fast alle bekannte Rockbands der DDR auf, darunter Renft, die Puhdys, Stern Meißen, Lift, Electra, City und Karat. Auch die ungarischen Bands Omega und Generál waren hier zu Gast. Umfangreiche Umbau- und Renovierungsarbeiten führte man 1967 durch. 1991 wurde der Saal auf Grund von Baumängeln geschlossen und später eine Notsicherung durchgeführt. Im Jahr 2000 gründete sich der „Volkshausförderverein“ mit dem Ziel, das unter Denkmalschutz stehende Volkshausensemble zu erhalten und wieder einer Nutzung zuzuführen. 2011 nutzte das Meininger Theater wegen der Sanierung des Großen Hauses den Volkshaussaal vorübergehend als Aufführungsort des Musicals Cabaret.
Im November 2016 begann mit Fördermitteln des Freistaates Thüringen unter Leitung des Meininger Architekten Karsten Merkel die grundlegende Sanierung und der Einbau von multifunktionalen Nutzungsmöglichkeiten des Volkshaussaales. Zur Finanzierung trugen die idielle „Volkshausaktie“ mit 80.000 Euro Erlös, die in Werten von 50, 100 oder 1.000 Euro von Förderwilligen erworben werden konnte, sowie 25.000 Euro Spendengelder des Volkshausfördervereins bei. Die Gesamtkosten der Sanierung betrugen rund 5 Millionen Euro. Mit einem Festakt wurde der Volkshaussaal am 2. Oktober 2018 wiedereröffnet.
Der Volkshaussaal wird heute für Veranstaltungen aller Art genutzt und ist der Hauptveranstaltungsort der Meininger Kleinkunsttage.